# Итало-турска война
Итало-турската война (на италиански: Guerra italo-turca; на турски: Trablusgarp Savaşı, Триполитанска война) е колониална война между Италия и Османската империя, състояла се в периода 1911 – 1912 година. В историографията често е наричана Триполитанска война, като в турската и италианската историография е наричана Guerra di Libia (Либийска война) или Campagna di Libia (Либийска кампания). В резултат на бойните действия Италия съумява да завладее османските провинции Триполитания и Киренайка, съставили по-късно днешна Либия. Под италианска власт преминават и Додеканезите и остров Родос в Егейско море. 

## История
Войната е предшествана от поставен ултиматум от италианското правителство до Високата порта. Искането на Рим е двете провинции да бъдат предадени под италиански контрол, а като повод се използва уж лошото отношение на местните власти към италианските граждани.
Бойните действия започват на 29 септември 1911 година. Основна ударна сила на италианците е флотът (виж Реджа Марина), с чиято помощ е завладян Триполи. Италианците лесно овладяват Тобрук, Дерна и Хомс, но срещат съпротива в Бенгази. Благодарение на пълното си морско надмощие Италия успява да наложи пълния си контрол върху крайбрежието и да изтласка останалата част от противниците си във вътрешността на страната.
Италия предприема военни действия и в района на Егейско море, като там успява да окупира 12 острова от Додеканезите. Италиански торпедни катери предприемат и операции срещу Дарданелите.
Мирният договор е подписан в Лозана на 18 октомври 1912 година.
Итало-турската война ускорява подготовката на балканските страни за война срещу Османската империя. Войната показва и редица технологични нововъведения. Италия за първи път използва самолет във военни действия. На 23 октомври 1911 е извършен първият разузнавателен полет от италиански самолет на турските линии край Бенгази на „Блерио XI“, а на 1 ноември са хвърлени и първите бомби над турските войски в 2 оазиса от самолета на лейтенант Джулио Гавоти. През март 1912 година капитан Пиаца прави и първите въздушни снимки в историята.